# Halecium corrugatum
Halecium corrugatum is een hydroïdpoliep uit de familie Haleciidae. De poliep komt uit het geslacht Halecium. Halecium corrugatum werd in 1899 voor het eerst wetenschappelijk beschreven door Nutting. 